# Iglesia casera

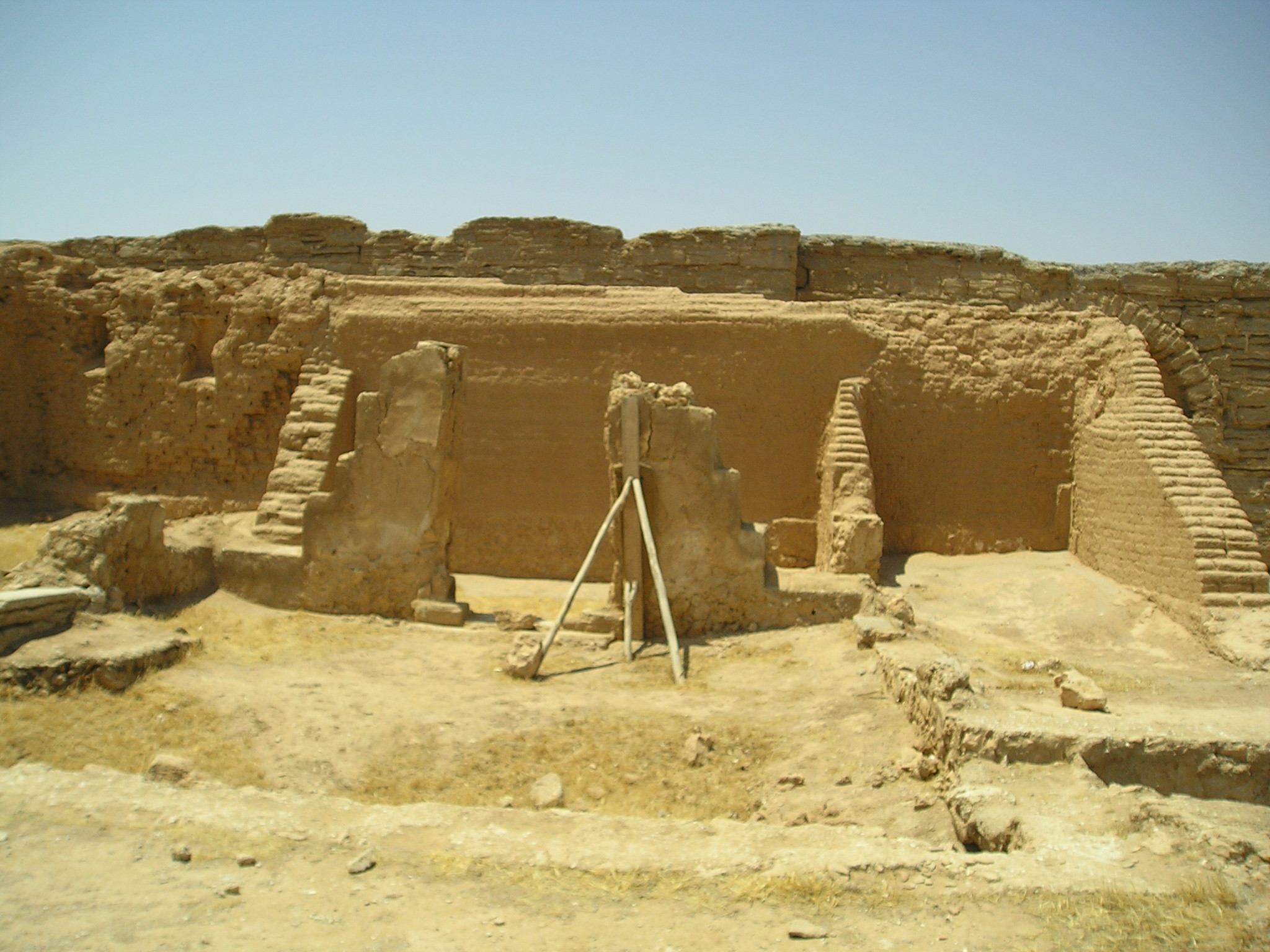
Casa de la iglesia de Dura Europos

Las Iglesias caseras son lugares de culto  cristianos dispuestos en casas.

## Orígenes
En la iglesia primitiva el uso de viviendas como locales de culto es habitual, como se ve en una carta de Pablo de Tarso como una casa de la familia de Narciso, o una casa de Priscila y Aquila en el Aventino (donde la actual iglesia de Prisca).
Algunas de las domus ecclesiae habían sido donadas a la Iglesia por los propietarios y se convirtieron en las llamadas tituli. En el siglo IV Roma contaba con veinticinco, a las que probablemente se unieron muchas otras iglesias domésticas privadas.
Los lugares de culto cristianos no se distinguían arquitectónicamente de los edificios residenciales normales, aunque es posible que incluso antes del 312 habrían sido construidos especialmente para los ritos (y no para las reuniones de los fieles).
Tanto las domus ecclesiae como los tituli generalmente conservaban el nombre (titulus) del propietario del edificio original que se acostumbraba grabar encima de la entrada, y se mantuvieron incluso después de la construcción de iglesias propiamente dichas en períodos posteriores: por ejemplo, titulus Clementis , originalmente propiedad de un tal Clemens, que posteriormente se convirtió en el Ecclesiae Clementis, o "iglesia de Clemente", y que se convertiría en la actual basílica de San Clemente.

## SiglosXIXyXX
Durante los siglos XX y XXI, en algunos países del mundo que aplican sharia o comunismo, las aprobaciones gubernamentales por el culto son complejas para los evangélicos. Debido a la presencia de persecución de cristianos, las iglesias caseras evangélicas se han desarrollado. Por ejemplo, hay movimientos evangélicos de las iglesias caseras en China. Las reuniones tienen lugar en casas particulares, en secreto y en "ilegalidad".